# Edwin S. Porter
Edwin Stanton Porter (Connellsville (Pennsylvania), 21 april 1870 – New York, 30 april 1941) was een Amerikaanse filmpionier. Hij is het bekendst geworden door zijn werk voor de filmstudio's van Thomas Edison.

## Biografie
Porter werd geboren in Connellsville (Pennsylvania) als zoon van Thomas Richard Porter, een handelaar, en Mary Jane (Clark) Porter; hij had drie broers en een zus. Na zijn school werkte Porter onder andere als schilder en als telegraaf-bediende. In 1893 meldde hij zich aan bij de United States Navy als elektricien.
In 1896 kwam hij in het – net ontstane – filmwezen terecht. Hij werkte bij het bedrijf Raff & Gammon, dat Thomas Edisons producten verkocht.
In 1899 kwam Porter bij de Edison Manufacturing Company zelf te werken als regisseur. In het hierop volgende decennium werd hij een van de bekendste Amerikaanse regisseurs van zijn tijd. Een van zijn eerste films was Terrible Teddy, the Grizzly King, een satire op Theodore Roosevelt.
In 1903 maakte Porter zijn bekendste werk, de western The Great Train Robbery. Andere bekende werken van Porter zijn The Night Before Christmas (1905) en Dream of a Rarebit Fiend (1906). In totaal maakte Porter enkele honderden, vooral kortere, films.